# David López (Fußballspieler, 1982)
David López Moreno (* 10. September 1982 in Logroño) ist ein spanischer Fußballspieler.

## Karriere
David López ist einer von vielen Spielern in Diensten von Athletic Bilbao, die entweder aus Pamplona kommen oder bei CA Osasuna gespielt haben. Nach drei erfolgreichen Jahren mit Osasuna und unter anderem dem Einzug in das UEFA-Cup-Halbfinale 2006/07 (man unterlag knapp dem späteren Sieger FC Sevilla) kam der nächste Schritt auf seiner Karriereleiter mit dem Wechsel zu Athletic.
Durch einen sechsten Platz in der Primera División 2010/11 qualifizierte er sich mit Bilbao für die UEFA Europa League 2011/12. Dort erreichte López mit seinem Klub nach Siegen u. a. über Manchester United, den FC Schalke 04 und Sporting Lissabon das Finale des Europapokals, unterlag im Endspiel jedoch Atlético Madrid.
Zur Saison 2012/13 wechselte López nach England in die zweitklassige Football League Championship zu Brighton & Hove Albion. Nach zwei Spielzeiten kehrte er im Sommer 2014 nach Spanien zurück, wo er beim CD Lugo in der Segunda División spielte. Auch mit vierzig Jahren spielt López noch, bei vielen Vereinen bis in die Tercera División hinunter.